# Cimetière de Montmartre
Cimetière de Montmartre (Montmartrekirkegården), hedder egentlig cimetière du Nord, som har heddet sådan siden indlemmelsen af kommunen Montmartre i Paris mellem 1818 et 1824, åbnede den 1. januar 1825.

## Beskrivelse
Kirkegården er siden 1860 placeret i Paris i nr. 20, avenue Rachel, i det XVIII arrondissement. Den ligger i Montmatres gamle stenbrud.
Den er en del af Paris' kirkegårde, hvor Montmartre ligger i nord, Père-Lachaise i øst, Montparnasse i syd og i hjertet af byen Passy.
Kirkegården dækker omkring 11 hektar, nogenlunde det samme som cimetière des Batignolles, hvilket gør den til den tredjestørste i Paris efter Cimetière du Père-Lachaise og Cimetière du Montparnasse. I dag er der mere end 20.000 grave på kirkegården og 500 personer bliver begravet der årligt.
Jernbroen pont de Caulaincourt fra 1888, strækker sig hen over kirkegården.
Dalidas grav med statuen i naturlig størrelse er den mest besøgte grav på kirkegården, men ellers er mange berømtheder begravet der (En liste på fr.wikipedia).